# Cacyreus virilis
Cacyreus virilis е вид пеперуда от семейство Синевки (Lycaenidae). Видът не е застрашен от изчезване.

## Разпространение
Разпространен е в Ботсвана, Бурунди, Гвинея, Демократична република Конго, Замбия, Зимбабве, Йемен, Кения, Нигерия, Оман, Саудитска Арабия, Свазиленд, Сенегал, Уганда и Южна Африка (Гаутенг, Западен Кейп, Източен Кейп, Квазулу-Натал, Лимпопо, Мпумаланга и Северозападна провинция).